# 東京大学社会科学研究所
東京大学社会科学研究所（とうきょうだいがくしゃかいかがくけんきゅうじょ、英語: Institute of Social Science, The University of Tokyo）は、東京大学の附置研究所で、日本と世界が直面している問題を実証的社会科学の立場で研究することを目的とする研究所である。略称は社研、ISS。
法学・政治学・経済学・社会学の4つの社会科学の分野の研究を行っている。附属社会調査・データアーカイブ研究センターは共同利用・共同研究拠点（「社会調査・データアーカイブ共同利用・共同研究拠点」）に指定されている。

## 概要
1946年、南原繁東大総長のイニシアチブで、「平和民主国家及び文化日本建設のための、真に科学的な調査研究を目指す機関」として同大学に付置された。
1996年に国内で初めての本格的なデータアーカイブ (SSJDA) を開始した。

## 沿革
- 1946年8月 - 東京帝国大学の附置研究所として社会科学研究所設置。初代の研究所長は矢内原忠雄。
- 1947年2月1日 - 開所記念講演会開催（以後、2月1日を開所記念日としている）。
- 1985年 - 比較現代法、比較現代政治、比較現代経済および比較現代社会の4部門体制となる。
- 1996年 - 附属日本社会研究情報センターを10年間の時限組織として設置（国立大学法人化後に恒久的な組織となった）。
- 2009年 - 附属日本社会研究情報センターを附属社会調査・データアーカイブ研究センターに改組。現在の5部門体制となる[注釈 1]。

## 構成

### 研究部門
- 比較現代法部門
- 比較現代政治部門
- 比較現代経済部門
- 比較現代社会部門
- 国際日本社会部門

### 附属施設
- 社会調査・データアーカイブ研究センター（共同利用・共同研究拠点）

社会調査データアーカイブ (SSJDA) を公開。収集した一次データの二次分析も行われている。
- 調査基盤研究分野
- 社会調査研究分野
- 計量社会研究分野
- 国際調査研究分野

## 主な研究スタッフ

### 教授
- 比較現代法部門
  - 飯田高（wikidata）
  - 田中亘
  - 林知更
  - 水町勇一郎
- 比較現代政治部門
  - 宇野重規
  - 保城広至
- 比較現代経済部門
  - 玄田有史
  - 庄司匡宏
  - 田中隆一（wikidata）
  - 中村尚史
  - 中林真幸
  - 松村敏弘
- 比較現代社会部門
  - 前田幸男
- 国際日本社会部門

- 社会調査・データアーカイブ研究センター
  - 藤原翔（wikidata）

### 准教授
- 加藤晋
- 伊藤亜聖
- ウィース・エリック・ゴートン（wikidata）

### 過去の在籍者
- 相澤美智子
- 五百籏頭薫
- 石田淳
- 石田雄
- 鵜飼信成
- 宇野弘蔵
- 大沢真理
- 岡田与好
- 奥平康弘
- 加島潤
- 潮見俊隆
- 渋谷博史
- 篠崎武久
- ジョナサン・ルイス
- 末廣昭
- 鈴木圭介
- 高橋寿一
- 武石恵美子
- 田嶋俊雄
- 橘川武郎
- 阪口正二郎
- 西垣通
- 西田美昭
- 二瓶剛男
- 稲本洋之助
- 原武史
- 坂野潤治
- 平石直昭
- 平島健司
- 広渡清吾
- 藤瀬浩司
- 藤原帰一
- 古島和雄
- 外尾健一
- 本田由紀
- 増田知子
- 宮崎良夫
- 村上あかね
- 毛利健三
- 和田春樹
- 渡辺治
- 渡辺洋三

## 研究
社会科学研究所では、所外の研究者との共同研究が多数行われている。

### プロジェクト研究
- 『基本的人権』
- 『戦後改革』
- 『ファシズム期の国家と社会』
- 『福祉国家』
- 『転換期の福祉国家』
- 『現代日本社会』
- 『20世紀システム』
- 『「失われた10年」を超えて』
- 『希望学』
- 『ガバナンスを問い直す』
- 『危機対応学』

## 刊行物
- 『社会科学研究』（1948年創刊）
- 『Social Science Japan Journal (SSJJ)』（国際英文学術雑誌）-  オックスフォード大学出版局より刊行。社会科学学術文献引用索引 (SSCI) に公式登録されている。
- 『SSJ Newsletter』- 日本社会のタイムリーなトピックを特集。

## 大学院教育
社会科学研究所は他の東大附置研究所と同様に大学院教育の一部を担当している。具体的には以下の研究科の講義・演習の一部を受け持っている。
- 法学政治学研究科
- 経済学研究科
- 人文社会系研究科
- 教育学研究科
- 総合文化研究科
- 新領域創成科学研究科
- 公共政策学教育部
- 学際情報学府

## 所在地
- 東京都文京区本郷7-3-1

東京大学本郷キャンパス内に所在する。